# Добромир (Боймишко)
Вижте пояснителната страница за други значения на Добромир.
Добромир (на гръцки: Γαλήνη, Галини, до 1969 година Ντόμπρομιρ, Добромир) е бивше село в Гърция, дем Пеония, област Централна Македония.

## География
Селото е било разположено в планината Паяк на левия бряг на Коджадере, северозападно от Извор (Пиги).

## История
Добромир е българско село, което се разпада в средата на XIX век поради чести нападения от турски разбойници, наричани в района тумбулеци.
В 1969 година местността, в която се е намирало Добромир, е прекръстена на Галини.